# Paralaophonte zimmeri
Paralaophonte zimmeri är en kräftdjursart som först beskrevs av Van Douwe 1929.  Paralaophonte zimmeri ingår i släktet Paralaophonte och familjen Laophontidae. Inga underarter finns listade i Catalogue of Life.